# Списак градова у Белорусији
У Белорусији званично постоји 112 насеља са звањем града (према закону донетом 1998. године), подељених према величини и значају на три скупине.

## Назив
У белоруском језику постоји не постоје разлике између појмова град и велеград, већ се користи један појам (блр. Гарад). Поред тога, у свакодневном говору се званично користи и руски облик горад (рус. Город).

## Подела градова
У Белорусији је присутна тростепена подела градова према величини и значају:
- Престоница - Минск, као једини град-област у држави. Око Минска се налази и Минска област, којој град не припада, иако су у њему седишта свих установа и тела надлежних за област;
- 12 Градова обласне надлежности, који су у исто време и велики градови у држави (преко 50 хиљ. ст.). Ови градови имају веће надлежности месне самоуправе, а, поред тога, издвојени су од околних (сеоских) округа. 5 градова из ове скупине су истовремено и седишта области. То су: Гомељ, Могиљов, Витепск, Брест и Гродно;
- 99 Градова окружне надлежности су сва остала седишта белоруских округа, са више од 6 хиљ. ст.

## Списак градова
Списак градова у Белорусији са више од 100.000 становника (задебљано означени градови који су и седишта области):
| Бр. | Грб | Име града  | Матерњи назив бел./рус. | Бр. стан. 1989. г. | Бр. стан. 2014. г. | Област            |
| --- | --- | ---------- | ----------------------- | ------------------ | ------------------ | ----------------- |
| 1.  |     | Минск      | ()/                     | 1.589.000          | 1.921.807          | Град Минск        |
| 2.  |     | Гомељ      | /                       | 501.000            | 512.314            | Гомељска област   |
| 4.  |     | Витепск    | /                       | 350.000            | 372.005            | Витепска област   |
| 4.  |     | Могиљов    | /                       | 359.200            | 370.690            | Могиљовска област |
| 5.  |     | Гродно     | (Горадня) /                    | 271.000            | 356.557            | Гродненска област |
| 6.  |     | Брест      | ()/                     | 258.000            | 330.934            | Брестска област   |
| 7.  |     | Бабрујск   | /                       | 221.200            | 217.660            | Могиљовска област |
| 8.  |     | Баранавичи | /                       | 159.300            | 177.177            | Брестска област   |
| 9.  |     | Барисав    | /                       | 143.800            | 145.223            | Минска област     |
| 10. |     | Пинск      | /                       | 118.600            | 136.096            | Брестска област   |